# Coenonympha punctata
Coenonympha punctata är en fjärilsart som beskrevs av Hoffmann 1914. Coenonympha punctata ingår i släktet Coenonympha och familjen praktfjärilar. Inga underarter finns listade i Catalogue of Life.